# Abbauverfahren
Als Abbauverfahren oder Abbaumethode bezeichnet man im Bergbau eine Technik, die dazu dient, eine Lagerstätte wirtschaftlich optimal und zielgerichtet auszubeuten bzw. abzubauen. Die einzelnen Abbauverfahren sind durch mehrere Merkmale gekennzeichnet. Form und Größe des Abbauraumes sind Kennzeichen eines jeden Abbauverfahrens. Das älteste Abbauverfahren über/unter Tage ist der Strossenbau.

## Grundlagen
Der Vorrat jeder Lagerstätte ist begrenzt und somit endlich. Aus diesem Grund gilt der bergmännische Grundsatz, dass eine Lagerstätte möglichst vollständig abgebaut werden soll. Die Lagerstätte soll unter möglichst geringer Gefährdung der Beschäftigten und unter geringstem Kostenaufwand, bei gleichzeitiger Schonung der Tagesoberfläche, mit dem entsprechen Verfahren ausgebeutet werden. Auf welche Art und Weise, also mit welchem Abbauverfahren, eine Lagerstätte letztendlich abgebaut wird, hängt in erster Linie von der Form und der Lage der Lagerstätte ab.

## Einteilung der Abbauverfahren
Die erste grobe Einteilung der Abbauverfahren sind die Verfahren Tagebau und Untertagebau. Ob ein Mineral im Tagebau oder im Tiefbau (Untertagebau) abgebaut wird, hängt von verschiedenen Faktoren ab. Das Hauptkriterium ist die Art und Mächtigkeit des Deckgebirges. Ein weiterer Faktor ist das Verhältnis zwischen Deckgebirgsschicht und Mächtigkeit des auszubeutenden Bodenschatzes. Beim Untertagebau erfolgt die Einteilung nach verschiedenen Merkmalen. Dabei wurden eine Vielzahl von Abbauverfahren entwickelt. Beim Untertagebau wird das jeweilige Verfahren durch die örtliche Bewegung, die Dachbehandlung und die Bauweise gekennzeichnet. Die örtliche Bewegung bei jedem Abbauverfahren ist kennzeichnend für die Abbaurichtung und den Verhieb. Wie eine Lagerstätte unterteilt wird, um ein bestimmtes Abbauverfahren erst machbar zu machen, ist Aufgabe der Abbauführung. Die gewollte Auswirkung auf die Firste ist bestimmend bei der Dachbehandlung durch das jeweilige Abbauverfahren. Diese Bauweisen stellen in sich zwar noch kein Abbauverfahren dar, sind aber ein wesentliches Merkmal der einzelnen Verfahren. Anhand dieser charakteristischen Merkmale lassen sich die einzelnen Abbauverfahren gut voneinander abgrenzen. Dabei gibt es auch Unterarten der einzelnen Abbauverfahren, die sich nicht exakt entsprechend dem jeweiligen Kriterium einordnen lassen. Außerdem gibt es zwischen den einzelnen Abbauverfahren auch Übergänge. Dadurch kommt es vor, dass dann der reine Charakter eines bestimmten Abbauverfahren teilweise verwischt wird. Des Weiteren gibt es auch Abbauverfahren, die sich nicht anhand der charakteristischen Merkmale einordnen lassen. Es sind dies der Duckelbau, der Kuhlenbau, der Tummelbau und der Abbau von Butzen. Diese Sonderformen gelten teilweise als Übergang zum Tagebau.

### Dachbehandlung
Beim Untertagebau muss der Bergmann bei jedem Abbau ein besonderes Augenmerk auf das Gebirge und die Beherrschung der mit dem Gebirgsdruck zusammenhängenden Kräfte haben. Hier ist die erste grobe Einteilung abhängig von der Behandlung des Hangenden. Bezüglich dieser unterschiedlichen Gebirgsbehandlung gibt es drei erste Einteilungsgruppen:
- Abbauverfahren mit Absenkung des Hangenden auf Bergeversatz
- Abbauverfahren mit Zubruchgehen des Hangenden
- Abbauverfahren mit Stützung des Hangenden durch Gebirgsfesten[4]

Abbauverfahren mit Bergeversatz werden angewendet, wenn die beim Abbau anfallenden Berge unter Tage verbleiben sollen.  Diese Verfahren werden auch als Versatzbau bezeichnet. Dies ist bei Lagerstätten mit geringer Mächtigkeit und flachem Einfallen der Fall. Aber auch wenn die Berge benötigt werden, damit die Bergleute bei der weiteren Arbeit darauf stehen können, werden diese Verfahren angewendet. Dies ist vor allem bei steil einfallenden Lagerstätten mit großer Mächtigkeit der Fall. Angewendet werden Abbauverfahren mit Bergeversatz beim Firstenbau, beim Strossenbau, beim Querbau und beim Strebbau. Weitere Anwendung findet diese Methode beim Strebbau mit Pfeilern und beim Weitungsbau mit Bergeversatz. Bei den Abbauverfahren mit Zubruchgehen des Hangenden wird auf den Bergeversatz verzichtet. Abbauverfahren ohne Bergeversatz werden angewendet bei steil anstehenden Lagerstätten, wenn diese nur eine geringe Mächtigkeit haben, insbesondere wenn beim Abbau keine Füllberge anfallen. Abbauverfahren ohne Bergeversatz werden angewendet beim Pfeilerbau, beim Stockwerksbau, beim Weitungsbau und beim Bruchbau. Des Weiteren wird beim Kammerbau und beim Sinkwerksbau ohne Bergeversatz gearbeitet. Beim modernen Strebbau wird ebenfalls ohne Bergeversatz abgebaut. Abbauverfahren mit Stützung des Hangenden durch Gebirgsfesten werden auch als Festenbau bezeichnet. Hierbei muss das Deckgebirge eine ausreichende Standfestigkeit besitzen.

### Bauweise
Ein weiteres Merkmal ist die Einteilung nach Bauweise. Hier unterscheidet der Bergmann insgesamt fünf Bauweisen, die Langfrontartige Bauweise, die Stoßartige Bauweise, die Pfeilerartige Bauweise, die Kammerartige Bauweise und die Blockartige Bauweise.
Bei der langfrontartigen Bauweise erfolgt die Gewinnung der Mineralien an „Langer Front“ über eine hierfür vorgesehene Fläche. Diese Fläche bezeichnet man als Bauabschnitt. Bei diesem Verfahren wandert der Angriffspunkt quer zur Längsrichtung des Abbauraumes. Abbauverfahren mit langfrontartiger Bauweise sind der Strebbau und der Schrägbau. Bei der stoßartigen Bauweise wird der Bauabschnitt in schmale nebeneinanderliegende Streifen, auch Stöße genannt, unterteilt. Diese Stöße werden nacheinander im Feldwärtsbau abgebaut. Die stoßartige Bauweise wird beim Stoßbau, beim Firstenstoßbau und beim Querbau angewendet. Bei der pfeilerartigen Bauweise wird jeder Bauabschnitt in mehrere Unterabschnitte unterteilt. Dann werden die Unterabschnitte mittels Strecken zerteilt und anschließend werden die zwischen den Strecken liegenden Pfeiler abgebaut. Zu der pfeilerartigen Bauweise gehören der Pfeilerbau in Abschnitten, der Pfeilerbau mit durchgehendem Verhieb, der Örterpfeilerbau, der Pfeilerbruchbau des Braunkohlentiefbaus und der Kammerpfeilerbau.
Bei der kammerartigen Bauweise werden zum Abbau der Lagerstätte Kammern erstellt. Diese Kammern werden in einer bestimmten Anordnung über das Baufeld und entweder gleichzeitig oder nacheinander in Angriff genommen. Zwischen den jeweiligen Kammern lässt man Teile der Lagerstätte als Lagerstättenfesten stehen, um damit das Hangende abzustützen. Die kammerartige Bauweise wird beim Örterbau, beim Örterpfeilerbau, beim Kammerbau und beim Weitungsbau angewendet. Bei der blockartigen Bauweise werden mächtige Lagerstätten in einzelne Bauabschnitte, sogenannte Blöcke, aufgeteilt. Anschließend werden die einzelnen Blöcke nacheinander oder ineinander übergehend abgebaut. Hierbei werden die Blockflächen unterschnitten und anschließend lässt man die Lagerstättenteile bedingt durch das Eigengewicht zu Bruch gehen. Ein sichtbarer Abbauraum ist bei dieser Bauweise nicht vorhanden oder ist nur sehr klein bemessen. Die Lagerstätten, in denen diese Bauweise angewendet wird, sind zumeist noch gebrächig. Angewendet wird das Verfahren beim Blockbruchbau und beim Blockbruchbau mit Gerüstzimmerung.

## Auswahlgesichtspunkte
Die Wahl des Abbauverfahrens hängt von verschiedenen Faktoren ab. Durch Abwägung aller Für und Wider entscheiden sich die Planungsingenieure in der Regel für das billigste und zugleich sicherste Verfahren. Dabei müssen sie auch berücksichtigen, dass nicht jedes Abbauverfahren für jede Lagerstätte geeignet ist. Für Gänge und gangweise fallende Lager eignen sich der Strossenbau, der Örterbau, der Firstenbau und der Querbau. Bei Flözen und flach fallenden Lagern sind der Strebbau oder der Pfeilerbau anwendbar. Bei Stöcken, Stockwerken und Stückgebirge eignen sich der Stockwerksbau und der Bruchbau.
Bei der Wahl des Abbauverfahrens müssen die Planungsingenieure das Einfallen und die Mächtigkeit der Lagerstätte berücksichtigen, außerdem die Reinheit der Lagerstätte und die eventuell anfallende Menge des Bergematerials. Bei erhöhtem Bergeanfall kann die Entscheidung zugunsten einer Abbaumethode mit Bergeversatz fallen. Dies ist von Nutzen um diese Berge nicht über Tage deponieren zu müssen. Ein weiterer Faktor. der für das jeweilige Abbauverfahren berücksichtigt werden muss, ist die Höhe der Vorräte der Lagerstätte. Das Vorhandensein zahlreicher Ablösen in einer bestimmten Streichrichtung ist ebenso zu berücksichtigen wie das Verhalten des Nebengesteins. Beim Abbau von Steinkohlenlagerstätten können Schlagwetter und Kohlenfall auftreten. Letztendlich wird auch die optimale Ausbeute dadurch bestimmt, wie viel Anteile der Lagerstätte stehen bleiben müssen.